# 毛苞半蒴苣苔
毛苞半蒴苣苔（学名：[Hemiboea gracilis var. pilobracteata] 错误：{{Lang}}：文本有斜体标记（帮助））为苦苣苔科半蒴苣苔属下的一个变种。

## 扩展阅读
- 維基物種上的相關：毛苞半蒴苣苔